# Vintertullstorget

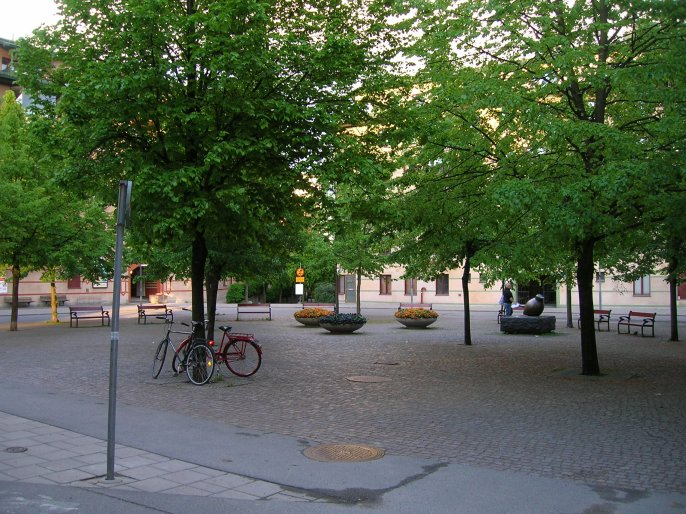
Torget en vanlig junidag. Till höger syns statyn Vinterfågel.

Vintertullstorget är ett torg i stadsdelen Södermalm i  Stockholms innerstad.
Torget ligger vid Katarina Bangatas södra ände. Runt torget finns bostadshus, Coop Konsum, gym (Fitness24seven) samt Vintertullens servicehus.
På torget står statyn Vinterfågel av Göran Lange, rest 1992. Torget fick sitt namn 1979. 
Vintertullstorget har fått sitt namn efter den stadstull, Hammarby vintertull, som ledde in i staden för de som kom resande över Hammarby sjö.